# 2012-es férfi vízilabda-Európa-bajnokság
A 2012-es férfi vízilabda-Európa-bajnokság a 30. volt a férfi Európa-bajnokságok történetében. A tornát Hollandiában rendezték Eindhovenben, 2012. január 16. – január 29. között. Az Eb-t Szerbia nyerte, a magyar válogatott bronzérmet szerzett.
Az Európa-bajnokság helyszínéről 2009. szeptember 20-án döntött az Európai Úszószövetség (LEN) Koppenhágában. A rendezésre Spanyolország és Montenegró is pályázott.
A 2012. évi nyári olimpiai játékokra már kijutott európai országok (Szerbia, Olaszország, Horvátország, Magyarország, Nagy-Britannia) kivételével, öt csapat erről a tornáról tudott részvételi jogot szerezni a 2012-es edmontoni olimpiai selejtezőre.

## Selejtezők
A 2010-es Európa-bajnokság első öt helyezettje valamint a rendező ország automatikusan kijutott. A selejtezőkben 20 csapat indult. Az első fordulóban, a hat csoportból az első két helyen végzett csapatok jutottak tovább. A második fordulóban a 12 válogatottat párokba sorsolták és a két mérkőzéses összecsapások győztesei szerezték meg az Eb indulás jogát.

### Első forduló
| Színmagyarázat                                                    |
| ----------------------------------------------------------------- |
| A csoportok első két helyezettje továbbjutott a második fordulóba |
| A csoportok harmadik és negyedik helyezettje kiesett              |

#### A csoport
| Csapat        | M | Gy | D | V | G+ | G– | Gk  | P |
| ------------- | - | -- | - | - | -- | -- | --- | - |
| Törökország   | 4 | 3  | 0 | 1 | 42 | 20 | +22 | 9 |
| Málta         | 4 | 2  | 1 | 1 | 23 | 30 | -7  | 7 |
| Lengyelország | 4 | 0  | 1 | 3 | 17 | 32 | -15 | 1 |

#### B csoport
| Csapat      | M | Gy | D | V | G+  | G–  | Gk  | P  |
| ----------- | - | -- | - | - | --- | --- | --- | -- |
| Németország | 6 | 5  | 1 | 0 | 104 | 37  | +67 | 16 |
| Szlovénia   | 6 | 4  | 1 | 1 | 99  | 49  | +50 | 13 |
| Portugália  | 6 | 2  | 0 | 4 | 45  | 67  | -22 | 6  |
| Bulgária    | 6 | 0  | 0 | 6 | 28  | 123 | -95 | 0  |

#### C csoport
| Csapat           | M | Gy | D | V | G+ | G– | Gk  | P  |
| ---------------- | - | -- | - | - | -- | -- | --- | -- |
| Spanyolország    | 4 | 4  | 0 | 0 | 47 | 20 | +27 | 12 |
| Macedónia        | 4 | 2  | 0 | 2 | 35 | 33 | +2  | 6  |
| Fehéroroszország | 4 | 0  | 0 | 4 | 22 | 51 | -29 | 0  |

#### D csoport
| Csapat        | M | Gy | D | V | G+ | G–  | Gk  | P  |
| ------------- | - | -- | - | - | -- | --- | --- | -- |
| Franciaország | 4 | 3  | 1 | 0 | 71 | 22  | +49 | 10 |
| Oroszország   | 4 | 2  | 1 | 1 | 66 | 31  | +35 | 7  |
| Svájc         | 4 | 0  | 0 | 4 | 16 | 100 | -84 | 0  |

#### E csoport
| Csapat         | M | Gy | D | V | G+ | G– | Gk  | P  |
| -------------- | - | -- | - | - | -- | -- | --- | -- |
| Görögország    | 4 | 4  | 0 | 0 | 54 | 20 | +34 | 12 |
| Grúzia         | 4 | 1  | 0 | 3 | 30 | 38 | -8  | 3  |
| Nagy-Britannia | 4 | 1  | 0 | 3 | 17 | 43 | -26 | 3  |

#### F csoport
| Csapat    | M | Gy | D | V | G+ | G– | Gk  | P  |
| --------- | - | -- | - | - | -- | -- | --- | -- |
| Románia   | 6 | 5  | 1 | 0 | 84 | 29 | +55 | 16 |
| Szlovákia | 6 | 4  | 1 | 1 | 85 | 38 | +47 | 13 |
| Ukrajna   | 6 | 2  | 0 | 4 | 42 | 73 | -31 | 6  |
| Izrael    | 6 | 0  | 0 | 6 | 22 | 93 | -71 | 0  |

### Második forduló
A hivatalos játéknapok: 2011. október 2. és 29.
| 1. csapat     | Össz. | 2. csapat     | 1. mérk. | 2. mérk. |
| ------------- | ----- | ------------- | -------- | -------- |
| Franciaország | 12–18 | Macedónia     | 8–6      | 4–12     |
| Grúzia        | 11–29 | Románia       | 5–11     | 6–18     |
| Görögország   | 22–10 | Szlovákia     | 13–7     | 9–3      |
| Szlovénia     | 14–16 | Törökország   | 5–7      | 9–9      |
| Németország   | 36–11 | Málta         | 21–5     | 15–6     |
| Oroszország   | 10–24 | Spanyolország | 6–13     | 4–11     |

## Európa-bajnokság

### Sorsolás
Az Európa-bajnokság csoportbeosztását 2011. november 11-én sorsolták Eindhovenben. A 12 csapatot 4 kalapban helyezték el. Az első három kalapból mindkét csoportba 1–1 csapat került.
| 1. kalap (a 2010-es Eb első két helyezettje) | 2. kalap (a 2010-es Eb 3. helyezettje és a 2012-es Eb rendezője) | 3. kalap (a 2010-es Eb 4. és 5. helyezettje) | 4. kalap (a selejtezők győztesei) |
| -------------------------------------------- | ---------------------------------------------------------------- | -------------------------------------------- | --------------------------------- |
| Horvátország                                 | Szerbia                                                          | Magyarország                                 | Németország                       |
| Olaszország                                  | Hollandia                                                        | Montenegró                                   | Spanyolország                     |
|                                              |                                                                  |                                              | Románia                           |
|                                              |                                                                  |                                              | Görögország                       |
|                                              |                                                                  |                                              | Törökország                       |
|                                              |                                                                  |                                              | Macedónia                         |

### Lebonyolítás
A tornán 12 ország válogatottja vett részt. A csapatokat két darab, 6 csapatból álló csoportokba sorsolták. A csoporton belül körmérkőzések döntötték el a csoportok végeredményét. A csoportmérkőzések után az első helyezettek közvetlenül az elődöntőbe kerültek. A második és harmadik helyezettek egy mérkőzést játszottak az elődöntőbe jutásért. Az elődöntő győztesei játszották a döntőt, a vesztesek a bronzéremért mérkőzhettek.

### Csoportkör
| Színmagyarázat                                                                                   |
| ------------------------------------------------------------------------------------------------ |
| A csoportok első helyezettjei bejutottak az elődöntőbe.                                          |
| A csoportok második és harmadik helyezettjei a 4 közé jutásért egy további mérkőzést játszottak. |
| A csoportok negyedik helyezettjei a 7–10. helyért játszhattak.                                   |
| A csoportok ötödik és hatodik helyezettjei a 10 közé jutásért egy további mérkőzést játszottak.  |

Minden időpont közép-európai idő szerint van feltüntetve.

#### A csoport
| Csapat       | M | Gy | D | V | G+ | G– | Gk  | P  |
| ------------ | - | -- | - | - | -- | -- | --- | -- |
| Magyarország | 5 | 5  | 0 | 0 | 76 | 32 | +44 | 15 |
| Olaszország  | 5 | 4  | 0 | 1 | 71 | 37 | +34 | 12 |
| Görögország  | 5 | 3  | 0 | 2 | 58 | 39 | +19 | 9  |
| Hollandia    | 5 | 2  | 0 | 3 | 46 | 62 | –16 | 6  |
| Macedónia    | 5 | 1  | 0 | 4 | 44 | 53 | –9  | 3  |
| Törökország  | 5 | 0  | 0 | 5 | 22 | 94 | –72 | 0  |

| 2012. január 16. 13:00 | Macedónia              | 16–4        | Törökország | Pieter van den Hoogenband uszoda, Eindhoven Nézőszám: 150 Játékvezetők: Golijanin (SRB), Teixido (ESP) |
| 2012. január 16. 13:00 | (3–1 , 2–0 , 6–0, 5–3) |             |             | Pieter van den Hoogenband uszoda, Eindhoven Nézőszám: 150 Játékvezetők: Golijanin (SRB), Teixido (ESP) |
| 2012. január 16. 13:00 | Randzic, Letica 4      | Jegyzőkönyv | Hantal 2    | Pieter van den Hoogenband uszoda, Eindhoven Nézőszám: 150 Játékvezetők: Golijanin (SRB), Teixido (ESP) |

| 2012. január 16. 19:45 | Görögország          | 14–12       | Hollandia    | Pieter van den Hoogenband uszoda, Eindhoven Nézőszám: 800 Játékvezetők: Spiegel (GER), Alexandrescu (ROU) |
| 2012. január 16. 19:45 | (4–3, 5–3, 2–3, 3–3) |             |              | Pieter van den Hoogenband uszoda, Eindhoven Nézőszám: 800 Játékvezetők: Spiegel (GER), Alexandrescu (ROU) |
| 2012. január 16. 19:45 | Miralis 4            | Jegyzőkönyv | Gottemaker 3 | Pieter van den Hoogenband uszoda, Eindhoven Nézőszám: 800 Játékvezetők: Spiegel (GER), Alexandrescu (ROU) |

| 2012. január 16. 21:15 | Magyarország         | 12–8        | Olaszország         | Pieter van den Hoogenband uszoda, Eindhoven Nézőszám: 750 Játékvezetők: Brguljan (MNE), Buch (ESP) |
| 2012. január 16. 21:15 | (2–3, 5–0, 4–3, 1–2) |             |                     | Pieter van den Hoogenband uszoda, Eindhoven Nézőszám: 750 Játékvezetők: Brguljan (MNE), Buch (ESP) |
| 2012. január 16. 21:15 | négy játékos 2       | Jegyzőkönyv | Figlioli, Aicardi 2 | Pieter van den Hoogenband uszoda, Eindhoven Nézőszám: 750 Játékvezetők: Brguljan (MNE), Buch (ESP) |

| 2012. január 17. 13:00 | Macedónia            | 6–10        | Görögország | Pieter van den Hoogenband uszoda, Eindhoven Nézőszám: 250 Játékvezetők: Koryzna (POL), Teixido (ESP) |
| 2012. január 17. 13:00 | (0–2, 1–3, 1–1, 4–4) |             |             | Pieter van den Hoogenband uszoda, Eindhoven Nézőszám: 250 Játékvezetők: Koryzna (POL), Teixido (ESP) |
| 2012. január 17. 13:00 | Mišić 2              | Jegyzőkönyv | Miralis 4   | Pieter van den Hoogenband uszoda, Eindhoven Nézőszám: 250 Játékvezetők: Koryzna (POL), Teixido (ESP) |

| 2012. január 17. 19:00 | Hollandia            | 6–19        | Magyarország | Pieter van den Hoogenband uszoda, Eindhoven Nézőszám: 900 Játékvezetők: Grandin (FRA), Peris (CRO) |
| 2012. január 17. 19:00 | (2–2, 1–4, 2–5, 1–8) |             |              | Pieter van den Hoogenband uszoda, Eindhoven Nézőszám: 900 Játékvezetők: Grandin (FRA), Peris (CRO) |
| 2012. január 17. 19:00 | Kramer, Gottemaker 2 | Jegyzőkönyv | Kiss 5       | Pieter van den Hoogenband uszoda, Eindhoven Nézőszám: 900 Játékvezetők: Grandin (FRA), Peris (CRO) |

| 2012. január 17. 20:30 | Törökország          | 7–24        | Olaszország | Pieter van den Hoogenband uszoda, Eindhoven Nézőszám: 300 Játékvezetők: Golijanin (SRB), Levin (ISR) |
| 2012. január 17. 20:30 | (2–7, 1–4, 3–6, 1–7) |             |             | Pieter van den Hoogenband uszoda, Eindhoven Nézőszám: 300 Játékvezetők: Golijanin (SRB), Levin (ISR) |
| 2012. január 17. 20:30 | Okman 3              | Jegyzőkönyv | Aicardi 4   | Pieter van den Hoogenband uszoda, Eindhoven Nézőszám: 300 Játékvezetők: Golijanin (SRB), Levin (ISR) |

| 2012. január 19. 13:00 | Magyarország         | 14–9        | Macedónia | Pieter van den Hoogenband uszoda, Eindhoven Nézőszám: 350 Játékvezetők: Alexandrescu (ROU), Brguljan (MNE) |
| 2012. január 19. 13:00 | (4–2, 4–4, 2–1, 4–2) |             |           | Pieter van den Hoogenband uszoda, Eindhoven Nézőszám: 350 Játékvezetők: Alexandrescu (ROU), Brguljan (MNE) |
| 2012. január 19. 13:00 | Madaras, Varga D. 3  | Jegyzőkönyv | Kalinić 2 | Pieter van den Hoogenband uszoda, Eindhoven Nézőszám: 350 Játékvezetők: Alexandrescu (ROU), Brguljan (MNE) |

| 2012. január 19. 14:30 | Görögország          | 20–2        | Törökország | Pieter van den Hoogenband uszoda, Eindhoven Nézőszám: 250 Játékvezetők: Peris (CRO), Detko (GBR) |
| 2012. január 19. 14:30 | (1–0, 6–0, 4–2, 9–0) |             |             | Pieter van den Hoogenband uszoda, Eindhoven Nézőszám: 250 Játékvezetők: Peris (CRO), Detko (GBR) |
| 2012. január 19. 14:30 | Miralis 4            | Jegyzőkönyv | Cagatay 2   | Pieter van den Hoogenband uszoda, Eindhoven Nézőszám: 250 Játékvezetők: Peris (CRO), Detko (GBR) |

| 2012. január 19. 19:00 | Olaszország          | 14–6        | Hollandia       | Pieter van den Hoogenband uszoda, Eindhoven Nézőszám: 1200 Játékvezetők: Spiegel (GER), Buch (ESP) |
| 2012. január 19. 19:00 | (3–2, 4–2, 5–1, 2–1) |             |                 | Pieter van den Hoogenband uszoda, Eindhoven Nézőszám: 1200 Játékvezetők: Spiegel (GER), Buch (ESP) |
| 2012. január 19. 19:00 | Giorgetti 5          | Jegyzőkönyv | három játékos 2 | Pieter van den Hoogenband uszoda, Eindhoven Nézőszám: 1200 Játékvezetők: Spiegel (GER), Buch (ESP) |

| 2012. január 21. 14:30 | Macedónia            | 5–15        | Olaszország | Pieter van den Hoogenband uszoda, Eindhoven Nézőszám: 950 Játékvezetők: Brguljan (MNE), Peris (CRO) |
| 2012. január 21. 14:30 | (2–3, 1–2, 1–5, 1–5) |             |             | Pieter van den Hoogenband uszoda, Eindhoven Nézőszám: 950 Játékvezetők: Brguljan (MNE), Peris (CRO) |
| 2012. január 21. 14:30 | öt játékos 1         | Jegyzőkönyv | Figlioli 4  | Pieter van den Hoogenband uszoda, Eindhoven Nézőszám: 950 Játékvezetők: Brguljan (MNE), Peris (CRO) |

| 2012. január 21. 16:00 | Törökország          | 7–12        | Hollandia  | Pieter van den Hoogenband uszoda, Eindhoven Nézőszám: 1500 Játékvezetők: Spiegel (GER), Teixido (ESP) |
| 2012. január 21. 16:00 | (2–3, 3–6, 2–2, 0–1) |             |            | Pieter van den Hoogenband uszoda, Eindhoven Nézőszám: 1500 Játékvezetők: Spiegel (GER), Teixido (ESP) |
| 2012. január 21. 16:00 | Hantal 3             | Jegyzőkönyv | Gerritse 4 | Pieter van den Hoogenband uszoda, Eindhoven Nézőszám: 1500 Játékvezetők: Spiegel (GER), Teixido (ESP) |

| 2012. január 21. 19:00 | Görögország          | 7–9         | Magyarország  | Pieter van den Hoogenband uszoda, Eindhoven Nézőszám: 1200 Játékvezetők: Buch (ESP), Golijanin (SRB) |
| 2012. január 21. 19:00 | (1–2, 2–4, 3–2, 1–1) |             |               | Pieter van den Hoogenband uszoda, Eindhoven Nézőszám: 1200 Játékvezetők: Buch (ESP), Golijanin (SRB) |
| 2012. január 21. 19:00 | Theodoropoulos 3     | Jegyzőkönyv | Kiss, Biros 2 | Pieter van den Hoogenband uszoda, Eindhoven Nézőszám: 1200 Játékvezetők: Buch (ESP), Golijanin (SRB) |

| 2012. január 23. 14:30 | Törökország          | 2–22        | Magyarország | Pieter van den Hoogenband uszoda, Eindhoven Nézőszám: 250 Játékvezetők: Mauss (GER), Detko (GBR) |
| 2012. január 23. 14:30 | (0–6, 1–6, 0–4, 1–6) |             |              | Pieter van den Hoogenband uszoda, Eindhoven Nézőszám: 250 Játékvezetők: Mauss (GER), Detko (GBR) |
| 2012. január 23. 14:30 | Hantal 2             | Jegyzőkönyv | Hárai 4      | Pieter van den Hoogenband uszoda, Eindhoven Nézőszám: 250 Játékvezetők: Mauss (GER), Detko (GBR) |

| 2012. január 23. 19:00 | Macedónia            | 8–10        | Hollandia  | Pieter van den Hoogenband uszoda, Eindhoven Nézőszám: 1200 Játékvezetők: Buch (ESP), Vasileiou (GRE) |
| 2012. január 23. 19:00 | (4–2, 0–2, 2–3, 2–3) |             |            | Pieter van den Hoogenband uszoda, Eindhoven Nézőszám: 1200 Játékvezetők: Buch (ESP), Vasileiou (GRE) |
| 2012. január 23. 19:00 | Kalinić 4            | Jegyzőkönyv | Gerritse 3 | Pieter van den Hoogenband uszoda, Eindhoven Nézőszám: 1200 Játékvezetők: Buch (ESP), Vasileiou (GRE) |

| 2012. január 23. 20:30 | Olaszország           | 10–7        | Görögország        | Pieter van den Hoogenband uszoda, Eindhoven Nézőszám: 1000 Játékvezetők: Koryzna (POL), Koganov (AZE) |
| 2012. január 23. 20:30 | (2–3, 5–1, 1–2, 2–1)  |             |                    | Pieter van den Hoogenband uszoda, Eindhoven Nézőszám: 1000 Játékvezetők: Koryzna (POL), Koganov (AZE) |
| 2012. január 23. 20:30 | Figlioli, Giorgetti 2 | Jegyzőkönyv | Miralis, Ntoskas 3 | Pieter van den Hoogenband uszoda, Eindhoven Nézőszám: 1000 Játékvezetők: Koryzna (POL), Koganov (AZE) |

#### B csoport
| Csapat        | M | Gy | D | V | G+ | G– | Gk  | P  |
| ------------- | - | -- | - | - | -- | -- | --- | -- |
| Szerbia       | 5 | 4  | 0 | 1 | 57 | 45 | +12 | 12 |
| Montenegró    | 5 | 3  | 1 | 1 | 53 | 42 | +11 | 10 |
| Németország   | 5 | 3  | 0 | 2 | 55 | 54 | +1  | 9  |
| Horvátország  | 5 | 3  | 0 | 2 | 52 | 50 | +2  | 9  |
| Spanyolország | 5 | 1  | 1 | 3 | 47 | 55 | –8  | 4  |
| Románia       | 5 | 0  | 0 | 5 | 39 | 57 | –18 | 0  |

| 2012. január 16. 14:30 | Horvátország         | 10–7        | Románia     | Pieter van den Hoogenband uszoda, Eindhoven Nézőszám: 250 Játékvezetők: Gomez (ITA), Taylan (TUR) |
| 2012. január 16. 14:30 | (2–1, 3–2, 2–1, 3–3) |             |             | Pieter van den Hoogenband uszoda, Eindhoven Nézőszám: 250 Játékvezetők: Gomez (ITA), Taylan (TUR) |
| 2012. január 16. 14:30 | Bošković 3           | Jegyzőkönyv | Georgescu 2 | Pieter van den Hoogenband uszoda, Eindhoven Nézőszám: 250 Játékvezetők: Gomez (ITA), Taylan (TUR) |

| 2012. január 16. 16:00 | Németország          | 7–13        | Montenegró | Pieter van den Hoogenband uszoda, Eindhoven Nézőszám: 350 Játékvezetők: Levin (ISR), Szadekov (RUS) |
| 2012. január 16. 16:00 | (1–4, 2–1, 2–3, 2–5) |             |            | Pieter van den Hoogenband uszoda, Eindhoven Nézőszám: 350 Játékvezetők: Levin (ISR), Szadekov (RUS) |
| 2012. január 16. 16:00 | Schueler 3           | Jegyzőkönyv | Janović 5  | Pieter van den Hoogenband uszoda, Eindhoven Nézőszám: 350 Játékvezetők: Levin (ISR), Szadekov (RUS) |

| 2012. január 16. 17:30 | Szerbia              | 8–5         | Spanyolország | Pieter van den Hoogenband uszoda, Eindhoven Nézőszám: 500 Játékvezetők: Koryzna (POL), Vasileiou (GRE) |
| 2012. január 16. 17:30 | (1–0, 2–3, 3–1, 2–1) |             |               | Pieter van den Hoogenband uszoda, Eindhoven Nézőszám: 500 Játékvezetők: Koryzna (POL), Vasileiou (GRE) |
| 2012. január 16. 17:30 | Udovičić 3           | Jegyzőkönyv | Perrone 2     | Pieter van den Hoogenband uszoda, Eindhoven Nézőszám: 500 Játékvezetők: Koryzna (POL), Vasileiou (GRE) |

| 2012. január 17. 14:30 | Szerbia              | 13–12       | Németország | Pieter van den Hoogenband uszoda, Eindhoven Nézőszám: 550 Játékvezetők: Koganov (AZB), Vogel (HUN) |
| 2012. január 17. 14:30 | (2–3, 5–2, 4–4, 2–3) |             |             | Pieter van den Hoogenband uszoda, Eindhoven Nézőszám: 550 Játékvezetők: Koganov (AZB), Vogel (HUN) |
| 2012. január 17. 14:30 | Pijetlović 4         | Jegyzőkönyv | Politze 4   | Pieter van den Hoogenband uszoda, Eindhoven Nézőszám: 550 Játékvezetők: Koganov (AZB), Vogel (HUN) |

| 2012. január 17. 16:00 | Spanyolország        | 12–10       | Románia         | Pieter van den Hoogenband uszoda, Eindhoven Nézőszám: 400 Játékvezetők: Bianchi (ITA), Bervoets (NLD) |
| 2012. január 17. 16:00 | (4–4, 3–3, 3–2, 2–1) |             |                 | Pieter van den Hoogenband uszoda, Eindhoven Nézőszám: 400 Játékvezetők: Bianchi (ITA), Bervoets (NLD) |
| 2012. január 17. 16:00 | Mallarach 4          | Jegyzőkönyv | három játékos 2 | Pieter van den Hoogenband uszoda, Eindhoven Nézőszám: 400 Játékvezetők: Bianchi (ITA), Bervoets (NLD) |

| 2012. január 17. 17:30 | Montenegró           | 8–10        | Horvátország | Pieter van den Hoogenband uszoda, Eindhoven Nézőszám: 650 Játékvezetők: Vasileiou (GRE), Szadekov (RUS) |
| 2012. január 17. 17:30 | (2–3, 3–2, 3–3, 0–2) |             |              | Pieter van den Hoogenband uszoda, Eindhoven Nézőszám: 650 Játékvezetők: Vasileiou (GRE), Szadekov (RUS) |
| 2012. január 17. 17:30 | három játékos 2      | Jegyzőkönyv | Dobud 3      | Pieter van den Hoogenband uszoda, Eindhoven Nézőszám: 650 Játékvezetők: Vasileiou (GRE), Szadekov (RUS) |

| 2012. január 19. 16:00 | Németország          | 16–10       | Spanyolország | Pieter van den Hoogenband uszoda, Eindhoven Nézőszám: 650 Játékvezetők: Fekete (HUN), Koryzna (POL) |
| 2012. január 19. 16:00 | (4–2, 5–4, 4–2, 3–2) |             |               | Pieter van den Hoogenband uszoda, Eindhoven Nézőszám: 650 Játékvezetők: Fekete (HUN), Koryzna (POL) |
| 2012. január 19. 16:00 | Politze, Kreuzmann 4 | Jegyzőkönyv | Perrone 3     | Pieter van den Hoogenband uszoda, Eindhoven Nézőszám: 650 Játékvezetők: Fekete (HUN), Koryzna (POL) |

| 2012. január 19. 17:30 | Horvátország         | 12–15       | Szerbia    | Pieter van den Hoogenband uszoda, Eindhoven Nézőszám: 1200 Játékvezetők: Bianchi (ITA), Levin (ISR) |
| 2012. január 19. 17:30 | (2–2, 4–6, 3–3, 3–4) |             |            | Pieter van den Hoogenband uszoda, Eindhoven Nézőszám: 1200 Játékvezetők: Bianchi (ITA), Levin (ISR) |
| 2012. január 19. 17:30 | Sukno 4              | Jegyzőkönyv | Udovičić 3 | Pieter van den Hoogenband uszoda, Eindhoven Nézőszám: 1200 Játékvezetők: Bianchi (ITA), Levin (ISR) |

| 2012. január 19. 20:30 | Románia              | 8–11        | Montenegró | Pieter van den Hoogenband uszoda, Eindhoven Nézőszám: 400 Játékvezetők: Taylan (TUR), Gomez (ITA) |
| 2012. január 19. 20:30 | (2–5, 2–3, 1–1, 3–2) |             |            | Pieter van den Hoogenband uszoda, Eindhoven Nézőszám: 400 Játékvezetők: Taylan (TUR), Gomez (ITA) |
| 2012. január 19. 20:30 | Ghiban 3             | Jegyzőkönyv | Janović 3  | Pieter van den Hoogenband uszoda, Eindhoven Nézőszám: 400 Játékvezetők: Taylan (TUR), Gomez (ITA) |

| 2012. január 21. 13:00 | Szerbia              | 14–5        | Románia          | Pieter van den Hoogenband uszoda, Eindhoven Nézőszám: 700 Játékvezetők: Taylan (TUR), Koryzna (POL) |
| 2012. január 21. 13:00 | (3–0, 4–0, 3–1, 4–4) |             |                  | Pieter van den Hoogenband uszoda, Eindhoven Nézőszám: 700 Játékvezetők: Taylan (TUR), Koryzna (POL) |
| 2012. január 21. 13:00 | Pijetlović 4         | Jegyzőkönyv | Diaconu, Iosep 2 | Pieter van den Hoogenband uszoda, Eindhoven Nézőszám: 700 Játékvezetők: Taylan (TUR), Koryzna (POL) |

| 2012. január 21. 17:30 | Spanyolország        | 10–10       | Montenegró | Pieter van den Hoogenband uszoda, Eindhoven Nézőszám: 1100 Játékvezetők: Koganov (AZE), Levin (ISR) |
| 2012. január 21. 17:30 | (1–2, 4–3, 3–3, 2–2) |             |            | Pieter van den Hoogenband uszoda, Eindhoven Nézőszám: 1100 Játékvezetők: Koganov (AZE), Levin (ISR) |
| 2012. január 21. 17:30 | Español 4            | Jegyzőkönyv | Janović 4  | Pieter van den Hoogenband uszoda, Eindhoven Nézőszám: 1100 Játékvezetők: Koganov (AZE), Levin (ISR) |

| 2012. január 21. 20:30 | Németország          | 10–9        | Horvátország | Pieter van den Hoogenband uszoda, Eindhoven Nézőszám: 900 Játékvezetők: Stavridis (GRE), Vogel (HUN) |
| 2012. január 21. 20:30 | (3–1, 4–2, 1–2, 2–4) |             |              | Pieter van den Hoogenband uszoda, Eindhoven Nézőszám: 900 Játékvezetők: Stavridis (GRE), Vogel (HUN) |
| 2012. január 21. 20:30 | Stamm 4              | Jegyzőkönyv | Sukno 3      | Pieter van den Hoogenband uszoda, Eindhoven Nézőszám: 900 Játékvezetők: Stavridis (GRE), Vogel (HUN) |

| 2012. január 23. 13:00 | Horvátország         | 11–10       | Spanyolország   | Pieter van den Hoogenband uszoda, Eindhoven Nézőszám: 450 Játékvezetők: Fekete (HUN), Taylan (TUR) |
| 2012. január 23. 13:00 | (1–3, 5–1, 3–1, 2–5) |             |                 | Pieter van den Hoogenband uszoda, Eindhoven Nézőszám: 450 Játékvezetők: Fekete (HUN), Taylan (TUR) |
| 2012. január 23. 13:00 | öt játékos 2         | Jegyzőkönyv | Molina, Pérez 3 | Pieter van den Hoogenband uszoda, Eindhoven Nézőszám: 450 Játékvezetők: Fekete (HUN), Taylan (TUR) |

| 2012. január 23. 16:00 | Szerbia              | 7–11        | Montenegró        | Pieter van den Hoogenband uszoda, Eindhoven Nézőszám: 750 Játékvezetők: Stavridis (GRE), Levin (ISR) |
| 2012. január 23. 16:00 | (2–3, 1–3, 4–3, 0–2) |             |                   | Pieter van den Hoogenband uszoda, Eindhoven Nézőszám: 750 Játékvezetők: Stavridis (GRE), Levin (ISR) |
| 2012. január 23. 16:00 | Gocić, Pijetlović 2  | Jegyzőkönyv | Janović, Ivović 3 | Pieter van den Hoogenband uszoda, Eindhoven Nézőszám: 750 Játékvezetők: Stavridis (GRE), Levin (ISR) |

| 2012. január 23. 17:30 | Románia              | 9–10        | Németország     | Pieter van den Hoogenband uszoda, Eindhoven Nézőszám: 800 Játékvezetők: Gomez (ITA), Bervoets (NED) |
| 2012. január 23. 17:30 | (2–4, 3–2, 2–2, 2–2) |             |                 | Pieter van den Hoogenband uszoda, Eindhoven Nézőszám: 800 Játékvezetők: Gomez (ITA), Bervoets (NED) |
| 2012. január 23. 17:30 | Diaconu 3            | Jegyzőkönyv | három játékos 2 | Pieter van den Hoogenband uszoda, Eindhoven Nézőszám: 800 Játékvezetők: Gomez (ITA), Bervoets (NED) |

### Rájátszás
|  |              |              |              |              |              |            |             |           |            |            |               |               |               |
|  | Negyeddöntők | Negyeddöntők | Negyeddöntők |              |              | Elődöntők  | Elődöntők   | Elődöntők |            |            | Döntő         | Döntő         | Döntő         |
|  | Negyeddöntők | Negyeddöntők | Negyeddöntők |              |              | Elődöntők  | Elődöntők   | Elődöntők |            |            | Döntő         | Döntő         | Döntő         |
|  | január 25.   | január 25.   | január 25.   | január 27.   | január 27.   | január 27. |             |           |            |            |               |               |               |
|  | január 25.   | január 25.   | január 25.   | január 27.   | január 27.   | január 27. |             |           |            |            |               |               |               |
|  | A2           | Olaszország  | 9            | B1           | Szerbia      | 12         |             |           |            |            |               |               |               |
|  | A2           | Olaszország  | 9            | B1           | Szerbia      | 12         |             |           |            |            |               |               |               |
|  | B3           | Németország  | 4            |              |              |            | Olaszország | 8         |            |            | január 29.    | január 29.    | január 29.    |
|  | B3           | Németország  | 4            |              |              |            | Olaszország | 8         |            |            | január 29.    | január 29.    | január 29.    |
|  |              |              |              |              |              |            | Szerbia     | Szerbia   | 9          |            |               |               |               |
|  |              |              |              |              |              |            | Szerbia     | Szerbia   | 9          |            |               |               |               |
|  | január 25.   | január 25.   | január 25.   | január 27.   | január 27.   | január 27. |             |           | Montenegró | Montenegró | 8             |               |               |
|  | január 25.   | január 25.   | január 25.   | január 27.   | január 27.   | január 27. |             |           | Montenegró | Montenegró | 8             |               |               |
|  | B2           | Montenegró   | 11           | A1           | Magyarország | 13         |             |           |            |            |               |               |               |
|  | B2           | Montenegró   | 11           | A1           | Magyarország | 13         |             |           |            |            |               |               |               |
|  | A3           | Görögország  | 9            |              |              |            | Montenegró  | 14        |            |            | Bronzmérkőzés | Bronzmérkőzés | Bronzmérkőzés |
|  | A3           | Görögország  | 9            |              |              |            | Montenegró  | 14        |            |            | Bronzmérkőzés | Bronzmérkőzés | Bronzmérkőzés |
|  |              |              |              |              |              |            | január 29.  |           |            |            |               |               |               |
|  |              |              |              |              |              |            |             |           |            |            |               |               |               |
|  |              |              |              | Magyarország | Magyarország | 12         |             |           |            |            |               |               |               |
|  |              |              |              | Magyarország | Magyarország | 12         |             |           |            |            |               |               |               |
|  |              |              |              | Olaszország  | Olaszország  | 9          |             |           |            |            |               |               |               |
|  |              |              |              | Olaszország  | Olaszország  | 9          |             |           |            |            |               |               |               |
|  |              |              |              |              |              |            |             |           |            |            |               |               |               |

#### A 10 közé jutásért
| 31. mérkőzés 2012. január 25. 14:00 | Macedónia            | 10–12       | Románia          | Pieter van den Hoogenband uszoda, Eindhoven Nézőszám: 200 Játékvezetők: Spiegel (GER), Vogel (HUN) |
| 31. mérkőzés 2012. január 25. 14:00 | (1–1, 3–4, 3–4, 3–3) |             |                  | Pieter van den Hoogenband uszoda, Eindhoven Nézőszám: 200 Játékvezetők: Spiegel (GER), Vogel (HUN) |
| 31. mérkőzés 2012. január 25. 14:00 | Randzic 3            | Jegyzőkönyv | Diaconu, Kadar 3 | Pieter van den Hoogenband uszoda, Eindhoven Nézőszám: 200 Játékvezetők: Spiegel (GER), Vogel (HUN) |

| 32. mérkőzés 2012. január 25. 16:00 | Törökország          | 4–16        | Spanyolország | Pieter van den Hoogenband uszoda, Eindhoven Nézőszám: 500 Játékvezetők: Bervoets (NED), Bianchi (ITA) |
| 32. mérkőzés 2012. január 25. 16:00 | (0–5, 3–4, 0–3, 1–4) |             |               | Pieter van den Hoogenband uszoda, Eindhoven Nézőszám: 500 Játékvezetők: Bervoets (NED), Bianchi (ITA) |
| 32. mérkőzés 2012. január 25. 16:00 | négy játékos 1       | Jegyzőkönyv | Perrone 4     | Pieter van den Hoogenband uszoda, Eindhoven Nézőszám: 500 Játékvezetők: Bervoets (NED), Bianchi (ITA) |

#### A 4 közé jutásért
| 33. mérkőzés 2012. január 25. 18:00 | Olaszország          | 9–4         | Németország | Pieter van den Hoogenband uszoda, Eindhoven Nézőszám: 1000 Játékvezetők: Levin (ISR), Stavridis (GRE) |
| 33. mérkőzés 2012. január 25. 18:00 | (2–1, 3–2, 3–1, 1–0) |             |             | Pieter van den Hoogenband uszoda, Eindhoven Nézőszám: 1000 Játékvezetők: Levin (ISR), Stavridis (GRE) |
| 33. mérkőzés 2012. január 25. 18:00 | Presciutti 3         | Jegyzőkönyv | Oeler 3     | Pieter van den Hoogenband uszoda, Eindhoven Nézőszám: 1000 Játékvezetők: Levin (ISR), Stavridis (GRE) |

| 34. mérkőzés 2012. január 25. 20:00 | Görögország          | 9–11        | Montenegró          | Pieter van den Hoogenband uszoda, Eindhoven Nézőszám: 750 Játékvezetők: Koryzna (POL), Teixido (ESP) |
| 34. mérkőzés 2012. január 25. 20:00 | (4–2, 2–4, 2–4, 1–1) |             |                     | Pieter van den Hoogenband uszoda, Eindhoven Nézőszám: 750 Játékvezetők: Koryzna (POL), Teixido (ESP) |
| 34. mérkőzés 2012. január 25. 20:00 | Miralis, Ntoskas 2   | Jegyzőkönyv | Janović, Gojković 3 | Pieter van den Hoogenband uszoda, Eindhoven Nézőszám: 750 Játékvezetők: Koryzna (POL), Teixido (ESP) |

#### A 7–10. helyért
| 36. mérkőzés 2012. január 27. 14:00 | Románia                        | 16–15 (h. u.) | Horvátország | Pieter van den Hoogenband uszoda, Eindhoven Nézőszám: 500 Játékvezetők: Bervoets (NED), Stajkovic (MKD) |
| 36. mérkőzés 2012. január 27. 14:00 | (4–2, 3–2, 2–1, 1–5, 0–1, 2–1) |               |              | Pieter van den Hoogenband uszoda, Eindhoven Nézőszám: 500 Játékvezetők: Bervoets (NED), Stajkovic (MKD) |
| 36. mérkőzés 2012. január 27. 14:00 | Radu 4                         | Jegyzőkönyv   | Sukno 6      | Pieter van den Hoogenband uszoda, Eindhoven Nézőszám: 500 Játékvezetők: Bervoets (NED), Stajkovic (MKD) |
| 36. mérkőzés 2012. január 27. 14:00 | Büntetőpárbaj:                 |               |              | Pieter van den Hoogenband uszoda, Eindhoven Nézőszám: 500 Játékvezetők: Bervoets (NED), Stajkovic (MKD) |
| 36. mérkőzés 2012. január 27. 14:00 | 4–3                            |               |              | Pieter van den Hoogenband uszoda, Eindhoven Nézőszám: 500 Játékvezetők: Bervoets (NED), Stajkovic (MKD) |

| 37. mérkőzés 2012. január 27. 16:00 | Spanyolország        | 14–9        | Hollandia    | Pieter van den Hoogenband uszoda, Eindhoven Nézőszám: 1500 Játékvezetők: Bianchi (ITA), Vasileiou (GRE) |
| 37. mérkőzés 2012. január 27. 16:00 | (6–3, 4–0, 2–4, 2–2) |             |              | Pieter van den Hoogenband uszoda, Eindhoven Nézőszám: 1500 Játékvezetők: Bianchi (ITA), Vasileiou (GRE) |
| 37. mérkőzés 2012. január 27. 16:00 | García 5             | Jegyzőkönyv | Gottemaker 4 | Pieter van den Hoogenband uszoda, Eindhoven Nézőszám: 1500 Játékvezetők: Bianchi (ITA), Vasileiou (GRE) |

#### Elődöntők
| 38. mérkőzés 2012. január 27. 18:00 | Olaszország          | 8–12        | Szerbia     | Pieter van den Hoogenband uszoda, Eindhoven Nézőszám: 1800 Játékvezetők: Levin (ISR), Teixido (ESP) |
| 38. mérkőzés 2012. január 27. 18:00 | (5–4, 1–4, 1–3, 1–1) |             |             | Pieter van den Hoogenband uszoda, Eindhoven Nézőszám: 1800 Játékvezetők: Levin (ISR), Teixido (ESP) |
| 38. mérkőzés 2012. január 27. 18:00 | Gallo 3              | Jegyzőkönyv | Filipovic 3 | Pieter van den Hoogenband uszoda, Eindhoven Nézőszám: 1800 Játékvezetők: Levin (ISR), Teixido (ESP) |

| 39. mérkőzés 2012. január 27. 20:00 | Montenegró                     | 14–13 (h. u.) | Magyarország | Pieter van den Hoogenband uszoda, Eindhoven Nézőszám: 1900 Játékvezetők: Spiegel (GER), Koganov (AZB) |
| 39. mérkőzés 2012. január 27. 20:00 | (2–2, 4–3, 4–3, 2–4, 1–1, 1–0) |               |              | Pieter van den Hoogenband uszoda, Eindhoven Nézőszám: 1900 Játékvezetők: Spiegel (GER), Koganov (AZB) |
| 39. mérkőzés 2012. január 27. 20:00 | M. Janović 5                   | Jegyzőkönyv   | Kiss 4       | Pieter van den Hoogenband uszoda, Eindhoven Nézőszám: 1900 Játékvezetők: Spiegel (GER), Koganov (AZB) |

#### A 11. helyért
| 35. mérkőzés 2012. január 27. 12:00 | Macedónia            | 9–7         | Törökország     | Pieter van den Hoogenband uszoda, Eindhoven Nézőszám: 200 Játékvezetők: Dutilh (NED), Sadekov (RUS) |
| 35. mérkőzés 2012. január 27. 12:00 | (3–1, 2–2, 2–1, 2–3) |             |                 | Pieter van den Hoogenband uszoda, Eindhoven Nézőszám: 200 Játékvezetők: Dutilh (NED), Sadekov (RUS) |
| 35. mérkőzés 2012. január 27. 12:00 | három játékos 2      | Jegyzőkönyv | Okman, Hantal 3 | Pieter van den Hoogenband uszoda, Eindhoven Nézőszám: 200 Játékvezetők: Dutilh (NED), Sadekov (RUS) |

#### A 9. helyért
| 40. mérkőzés 2012. január 28. 9:00 | Horvátország         | 16–4        | Hollandia  | Pieter van den Hoogenband uszoda, Eindhoven Nézőszám: 1200 Játékvezetők: Taylan (TUR), Vogel (HUN) |
| 40. mérkőzés 2012. január 28. 9:00 | (2–1, 5–1, 4–2, 5–0) |             |            | Pieter van den Hoogenband uszoda, Eindhoven Nézőszám: 1200 Játékvezetők: Taylan (TUR), Vogel (HUN) |
| 40. mérkőzés 2012. január 28. 9:00 | Sukno 5              | Jegyzőkönyv | Gerritse 2 | Pieter van den Hoogenband uszoda, Eindhoven Nézőszám: 1200 Játékvezetők: Taylan (TUR), Vogel (HUN) |

#### A 7. helyért
| 41. mérkőzés 2012. január 28. 10:30 | Románia              | 8–9         | Spanyolország | Pieter van den Hoogenband uszoda, Eindhoven Nézőszám: 900 Játékvezetők: Spiegel (GER), Vasileiou (GRE) |
| 41. mérkőzés 2012. január 28. 10:30 | (1–2, 1–2, 3–1, 3–4) |             |               | Pieter van den Hoogenband uszoda, Eindhoven Nézőszám: 900 Játékvezetők: Spiegel (GER), Vasileiou (GRE) |
| 41. mérkőzés 2012. január 28. 10:30 | Radu 3               | Jegyzőkönyv | Minguell 6    | Pieter van den Hoogenband uszoda, Eindhoven Nézőszám: 900 Játékvezetők: Spiegel (GER), Vasileiou (GRE) |

#### Az 5. helyért
| 42. mérkőzés 2012. január 28. 12:00 | Németország          | 9–6         | Görögország   | Pieter van den Hoogenband uszoda, Eindhoven Nézőszám: 1200 Játékvezetők: Fekete (HUN), Alexandrescu (ROU) |
| 42. mérkőzés 2012. január 28. 12:00 | (1–2, 2–1, 3–2, 3–1) |             |               | Pieter van den Hoogenband uszoda, Eindhoven Nézőszám: 1200 Játékvezetők: Fekete (HUN), Alexandrescu (ROU) |
| 42. mérkőzés 2012. január 28. 12:00 | Roeßing 3            | Jegyzőkönyv | hat játékos 1 | Pieter van den Hoogenband uszoda, Eindhoven Nézőszám: 1200 Játékvezetők: Fekete (HUN), Alexandrescu (ROU) |

#### Bronzmérkőzés
| 43. mérkőzés 2012. január 29. 13:30 | Olaszország          | 9–12        | Magyarország | Pieter van den Hoogenband uszoda, Eindhoven Nézőszám: 2000 Játékvezetők: Peris (CRO), Buch (ESP) |
| 43. mérkőzés 2012. január 29. 13:30 | (1–1, 3–4, 4–1, 1–6) |             |              | Pieter van den Hoogenband uszoda, Eindhoven Nézőszám: 2000 Játékvezetők: Peris (CRO), Buch (ESP) |
| 43. mérkőzés 2012. január 29. 13:30 | három játékos 2      | Jegyzőkönyv | Biros 6      | Pieter van den Hoogenband uszoda, Eindhoven Nézőszám: 2000 Játékvezetők: Peris (CRO), Buch (ESP) |

#### Döntő
| 44. mérkőzés 2012. január 29. 15:30 | Szerbia              | 9–8         | Montenegró | Pieter van den Hoogenband uszoda, Eindhoven Nézőszám: 2300 Játékvezetők: Gomez (ITA), Stavridis (GRE) |
| 44. mérkőzés 2012. január 29. 15:30 | (1–1, 2–3, 3–1, 3–3) |             |            | Pieter van den Hoogenband uszoda, Eindhoven Nézőszám: 2300 Játékvezetők: Gomez (ITA), Stavridis (GRE) |
| 44. mérkőzés 2012. január 29. 15:30 | Udovičić, Mitrović 2 | Jegyzőkönyv | Radović 3  | Pieter van den Hoogenband uszoda, Eindhoven Nézőszám: 2300 Játékvezetők: Gomez (ITA), Stavridis (GRE) |

| A 2012-es férfi vízilabda-Európa-bajnokság győztese |
| --------------------------------------------------- |
| · Szerbia · 5. cím                                  |

### Végeredmény
Magyarország és a hazai csapat eltérő háttérszínnel kiemelve.
| Helyezés | Nemzet        | M | Gy | D | V | G+  | G–  | Gk  | P  |
| -------- | ------------- | - | -- | - | - | --- | --- | --- | -- |
| Arany    | Szerbia       | 7 | 6  | 0 | 1 | 78  | 61  | +17 | 18 |
| Ezüst    | Montenegró    | 8 | 5  | 1 | 2 | 86  | 73  | +13 | 16 |
| Bronz    | Magyarország  | 7 | 6  | 0 | 1 | 101 | 55  | +46 | 18 |
| 4.       | Olaszország   | 8 | 5  | 0 | 3 | 97  | 65  | +32 | 15 |
| 5.       | Németország   | 7 | 4  | 0 | 3 | 68  | 69  | –1  | 12 |
| 6.       | Görögország   | 7 | 3  | 0 | 4 | 73  | 59  | +14 | 9  |
|          |               |   |    |   |   |     |     |     |    |
| 7.       | Spanyolország | 8 | 4  | 1 | 3 | 86  | 76  | +10 | 13 |
| 8.       | Románia       | 8 | 2  | 0 | 6 | 75  | 91  | –16 | 6  |
| 9.       | Horvátország  | 7 | 4  | 0 | 3 | 83  | 70  | +13 | 12 |
| 10.      | Hollandia     | 7 | 2  | 0 | 5 | 59  | 92  | –33 | 6  |
| 11.      | Macedónia     | 7 | 2  | 0 | 5 | 63  | 72  | –9  | 6  |
| 12.      | Törökország   | 7 | 0  | 0 | 7 | 33  | 119 | –86 | 0  |